# Josep Guardiola i Sala
|  | Aquest article tracta sobre el futbolista. Si cerqueu el cantant, vegeu «Josep Guardiola Díaz de Rada». |

Josep Guardiola i Sala (Santpedor, Bages, 18 de gener de 1971), més conegut com a Pep Guardiola, és un exfutbolista i entrenador de futbol català. Considerat un dels millors entrenadors de tots els temps, entrena actualment el Manchester City FC de la Premier League.
Ha estat un dels migcampistes més valorats del Futbol Club Barcelona, on actuà de cervell del dream team blaugrana. Des de la posició de migcampista defensiu, Guardiola, dotat d'una bona tècnica, organitzava l'equip, distribuïa el joc i marcava el ritme dels partits segons convenia. Més tard també jugà en altres equips. Així mateix, ha jugat 47 vegades amb la selecció espanyola i ha estat també el capità de la selecció catalana.
Va entrenar el primer equip del Futbol Club Barcelona durant quatre anys, amb el qual aconseguí un triplet històric la temporada 2008-2009 (Copa del Rei, Lliga i Copa d'Europa), en el seu primer any com a màxim responsable tècnic, i que acabaria fent un històric sextet en ampliar-lo en la següent temporada amb la Supercopa d'Espanya, Supercopa d'Europa de futbol i el Campionat del Món de Clubs de futbol. Entre 2013 i 2016 fou l'entrenador del FC Bayern de Múnic. Des de 2016 entrena el Manchester City, equip amb el qual va guanyar un altre triplet històric la temporada 2022-2023 (FA Cup, Premier League i Copa d'Europa).
L'any 2011 fou guardonat amb la Medalla d'Honor del Parlament de Catalunya pel seu «èxit aconseguit com a entrenador i per transmetre valors com l'esportivitat, el treball en equip, l'esforç i la superació personal». Membre de l'Assemblea Nacional Catalana i d'Òmnium Cultural, Guardiola s'ha expressat públicament a favor del procés independentista català. A les eleccions al Parlament de Catalunya de 2015, va tancar la llista de la coalició independentista Junts pel Sí per Barcelona. El juny de 2025 fou investit doctor honoris causa per la Universitat de Manchester per la seva contribució social a la ciutat.

## Infantesa
Tercer fill de Valentí Guardiola i de Dolors Sala i germà de la política Francesca Guardiola, la seva fama de gran futbolista es va començar a forjar a La Salle de Manresa. Era el preferit a l'hora de formar els equips a l'hora del pati, ja que el seu equip guanyava sempre. Tot i que físicament era dèbil, tècnicament era molt bo. El primer gran ídol futbolístic de Guardiola va ser Michel Platini, del qual tenia una foto a l'habitació. Les veus de la seva qualitat van arribar fins a Antoni Marsol i Ramon Casado, tècnics del Club Gimnàstic de Manresa. El pas del Nàstic al Barça va ser gairebé casual: el seu pare, Valentí, va omplir una butlleta d'un diari esportiu per fer una prova, i tot i que d'entrada no va obtenir cap resposta positiva, un dia (i en bona part per la gran insistència d'Oriol Tort) el Barça va oferir-li d'anar a viure a la Masia per seguir la seva formació al planter del club blaugrana.

## Carrera com a jugador

### Entrada a la Masia
El 28 de juny de 1984, quan només tenia 13 anys, els seus pares el van acompanyar a la Masia, l'escola del Barça, on es començaria a forjar com a gran jugador. A les categories inferiors del Barça aprèn d'entrenadors com Oriol Tort i Quique Costas i hi fa grans amistats, com la de Tito Vilanova, que posteriorment seria l'ajudant de Guardiola al primer equip blaugrana (on acabaria succeint-lo com a primer entrenador). Milità en la categoria de juvenils des del 1984 fins al 1990.

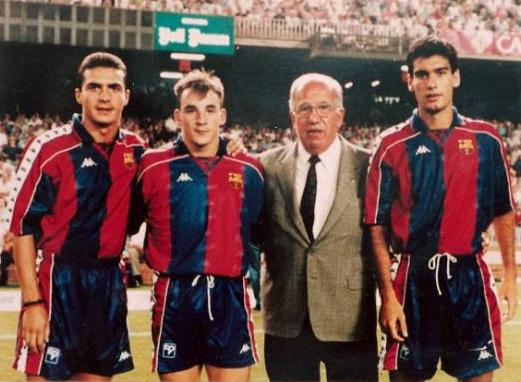
Amor, Ferrer, Mussons i Guardiola, en la seva etapa com a jugador del Barcelona.

### Amb Cruyff. ElDream Team
Josep Guardiola debutà al primer equip del Barça el 16 de desembre de 1990 contra el Cadis i a més a més ho va fer com a titular. Tot i que aquella temporada només va jugar quatre partits a la màxima categoria, atès que continuava sent el director de joc del Barça B, ja va demostrar ser un gran migcampista.
Johan Cruyff li va donar a un jove Guardiola la demarcació que li havia deixat el migcentre sancionat Guillermo Amor i l'equip no va notar el canvi, prova evident de què Pep va passar amb molt bona nota el seu debut a l'estadi. Johan va ser el primer a destacar la seva tasca durant la roda de premsa oferta després del partit, cosa que va agrair enormement el mateix jugador: "Sempre són d'agrair els elogis i més si vénen de Cruyff. Estic content de la meva actuació, encara que puc fer-ho millor. Envoltat de tanta gent de qualitat resulta difícil jugar malament".
A partir de 1991, Johan Cruyff el va seleccionar com a mig centre del primer equip. Immediatament es va adaptar a aquest rol i fou el director d'orquestra del memorable Dream Team. Després de la retirada de José Mari Bakero, Guardiola va esdevenir el capità de l'equip. Des de llavors fou el símbol i referència futbolística del Barça.
La següent temporada, la 1991-1992 va ser la del seu esclat. Johan Cruyff el va seleccionar per assumir la batuta del primer equip. Amb només 20 anys, Josep Guardiola començà una insòlita trajectòria tot guanyant en una mateixa temporada la Lliga, la primera Copa d'Europa de la història del club i l'or en els Jocs Olímpics de Barcelona amb la selecció espanyola. La prestigiosa revista italiana "Guerin Sportivo" el guardonà amb el Trofeu Bravo'92 al millor jugador d'Europa menor de 21 anys, i el seu equip, el FC Barcelona, li lliurarà, al costat d'Albert Ferrer, la insígnia d'or i brillants del club blaugrana per la seva contribució a l'or aconseguit per la selecció espanyola.
Fou titular a la final de la Copa d'Europa de 1992 que el Barça va guanyar a l'Estadi de Wembley de Londres el 20 de maig de 1992, la primera Copa d'Europa del Barça i un partit que marcaria la història del club.
Durant la celebració del títol de la copa d'Europa, des del balcó de la Generalitat exclamà: "Ciutadans de Catalunya, ja la tenim aquí!".
Des de llavors Guardiola va esdevenir un jugador indispensable per al club, tant pel seu paper damunt del terreny de joc com per la seva catalanitat i intel·ligència fora del camp. Els moments més difícils els va passar la temporada 1997-98, ja que va estar pràcticament tota la temporada sense jugar per culpa d'una lesió muscular als isquiotibials. Tot i que alguns el donaven per acabat per a la pràctica del futbol, va tornar a jugar a ple rendiment i va seguir demostrant que la seva capacitat de joc depenia més del cervell que de les cames.
Els anys 1993 i 1994 també van posar fi a lligues guanyades in-extremis a la darrera jornada, amb l'afegit de dues decepcions a la Copa d'Europa, especialment per la final perduda per golejada a Atenes contra l'AC Milan.
Fou titular a l'equip que va guanyar la Final de la Recopa d'Europa de futbol de 1997 contra el Paris Saint Germain, en un dels darrers partits de Bobby Robson com a entrenador barcelonista.
Al final de la temporada 1996-1997, el Futbol Club Barcelona decidí no acceptar les propostes de la Roma i el Parma, que oferien quantitats superiors als 300 milions de pessetes per fitxar Josep Guardiola. Finalment, després de redactar i signar un complicat contracte, el futbolista Josep Guardiola va seguir jugant amb el FC Barcelona fins a l'any 2001. El jugador va veure augmentat el seu sou fins a 300 milions de pessetes anuals nets i la seva clàusula de rescissió quedava fixada en 15.000 milions de pessetes, la segona més alta de la lliga espanyola.

### Amb Van Gaal. Títols i lesions
L'època sota les ordres de Van Gaal va ser més anodina en espectacle, tot i que hi va haver títols majors, com les lligues de les temporades 1997-1998 i 1998-1999, amb Guardiola com a protagonista en el poc joc brillant que es va poder veure en aquell Barça dels holandesos i amb Rivaldo i Figo com a estrelles.
El 8 de juny de 1998, Guardiola es va sotmetre a una intervenció quirúrgica per intentar solucionar d'una vegada per sempre els problemes musculars que el mantingueren pràcticament tota la temporada al dic sec. L'operació se centrà als músculs isquiotibials del jugador, origen de tots els seus problemes, segons va defensar des del principi el doctor Ramon Cugat.
El 31 d'agost de 2000, Guardiola va passar per segona vegada per la sala d'operacions després d'una greu lesió al turmell i estaria tres mesos de baixa. El capità blaugrana va ser intervingut pel doctor Ramon Cugat. El cap dels serveis mèdics del FC Barcelona, Josep Borrell, també va assistir a la intervenció del blaugrana, que va resultar ser tot un èxit. L'operació de Guardiola va durar prop d'una hora i quart. Altres lesions importants a la seva carrera van ser les que el van deixar fora dels mundials de França (1998) i de Corea-Japó (2002).

### Comiat com a jugador del Barça

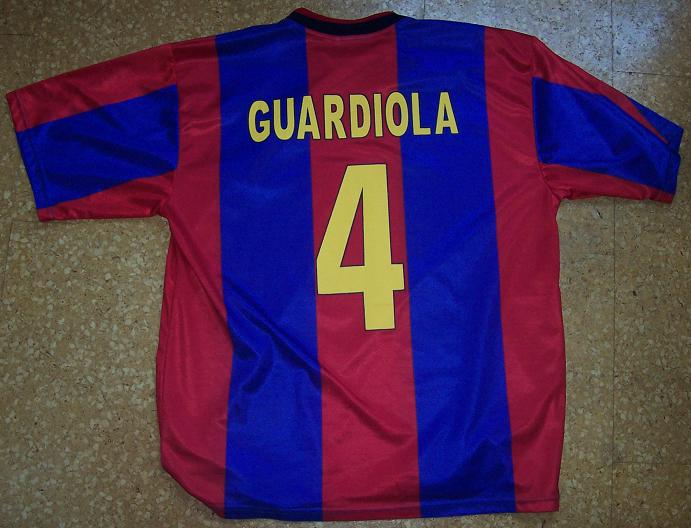
Durant l'etapa que jugà al Barça, Guardiola portava el dorsal núm. 4

L'11 d'abril del 2001, el capità del Barça va anunciar als mitjans de comunicació la seva intenció d'abandonar el club al qual havia estat vinculat durant 17 anys quan finalitzés la temporada. Va voler avisar amb temps, abans que el Barça perdés les opcions de la UEFA i la Copa, per evitar que la seva decisió es vinculés als resultats que s'obtinguessin. Guardiola va explicar que la decisió de deixar el Barça responia a un desig de començar una nova etapa personal i esportiva.
La temporada 2000-2001 havia estat una de les pitjors viscudes pel F.C. Barcelona. El primer equip de futbol no va aconseguir cap títol i només va obtenir un modest quart lloc a la Lliga, tot i que va aconseguir classificar-se per a la Champions 2001-2002 en el darrer partit.
El 24 de juny de 2001, Guardiola va jugar el darrer partit amb la samarreta blaugrana en l'últim partit de la temporada. Fou contra el Celta a la Copa del Rei, el Barça va ser eliminat en empatar a un gol en el partit de tornada de semifinals davant el Celta al Camp Nou, quan ja arrossegava un 3 a 1 del partit d'anada celebrat a Vigo la setmana anterior. Al final del partit, els jugadors del Celta van anar a buscar-lo i els seus companys, amb Luis Enrique al capdavant, se'l van carregar a coll. Guardiola va enviar un petó a la grada, va rebre l'abraçada de Reixach i una ovació abans de treure's el braçalet. Van assistir-hi antics companys com Josep Fusté, Koeman, Txiki, Goiko, Serna. No havia volgut homenatges.
Deixava enrere 11 temporades al club, 16 títols (6 lligues, 2 copes del Rei, 4 supercopes d'Espanya, 1 copa d'Europa, 1 Recopa i 2 supercopes d'Europa), 387 partits jugats, dels quals 229 guanyats, 88 empatats i 70 perduts, i 11 gols.
A la roda de premsa posterior al partit va assegurar deixar el club "molt feliç". "Ha sigut un llarg viatge. Me'n vaig satisfet, orgullós, content de com m'ha tractat la gent i dels molts amics que he fet. No puc demanar més: he jugat en l'equip que somiava, amb grans futbolistes que m'han fet millor, i m'he mantingut molts anys a l'elit", va destacar Guardiola, que finalment va indicar que "no vaig venir a fer història, sinó a fer la meva pròpia història".

### Trajectòria internacional
Pep Guardiola havia decidit abandonar el club per pròpia voluntat i, després de mesos de negociacions i rumors, el 26 de setembre de 2001 Guardiola va fitxar per una temporada pel modest equip italià del Brescia Calcio, equip de la Serie A del Calcio italià. Allà compartí vestuari amb l'històric jugador italià i capità de l'equip, Roberto Baggio, jugador que considera segurament el millor amb el qual ha jugat mai. L'excapità blaugrana explicà que el modest Brescia havia estat l'equip que més s'havia interessat per ell i que no havia pres la decisió per motius econòmics. El centrecampista de Santpedor cobraria al voltant de 700 milions de pessetes per jugar amb l'equip italià fins a final de temporada, amb opció a prorrogar el contracte.
La seva estada al país transalpí va quedar marcada pel fet d'haver donat positiu per nandrolona, un esteroide anabolitzant utilitzat per millorar el rendiment, en dos controls antidopatge. Efectivament, el Comitè Nacional Olímpic Italià (CONI) anuncià que Guardiola, va donar positiu en el control antidopatge a què havia estat sotmès després del partit Lazio-Brescia del dia 4 de novembre de 2001. El mig centre català ja havia estat suspès cautelarment feia una setmana quan es va saber que havia donat positiu en el control posterior al Piacenza-Brescia del 21 d'octubre.
Guardiola, que podia ser sancionat per un període d'entre sis mesos i dos anys, va rebre la solidaritat dels seus antics companys d'equip i de tot l'entorn blaugrana, particularment de Frank de Boer, que el 15 de març també havia donat positiu en un control antidopatge però que el 27 de juliol va veure reduïda la seva sanció d'un any a dos mesos i mig perquè es va considerar que havia ingerit accidentalment productes contaminats. Finalment va ser penalitzat amb quatre mesos de suspensió. Guardiola va dedicar tots els seus esforços a demostrar que era innocent i anys més tard, i després d'un llarg procés judicial, seria absolt d'aquesta acusació.
Després d'un bon any amb aquest equip el juliol de 2002 és presentat oficialment com a nou jugador de l'AS Roma. El contracte que l'uneix al Roma és de dos anys amb 3 milions d'euros per temporada, sense costos addicionals, ja que la seva desvinculació del Brescia no va suposar cap despesa.
Però no va comptar gaire per a Fabio Capello, i va jugar poc. A conseqüència d'això tornà al Brescia, on tornà a ser l'eix de l'equip, company de Roberto Baggio i peça fonamental en la permanència de l'equip.
En les eleccions a la presidència del Futbol Club Barcelona celebrades el 15 de juny de 2003 i guanyades per Joan Laporta, en Josep Guardiola formava part de la candidatura encapçalada per Lluís Bassat, que l'hauria nomenat director general esportiu del Barça en cas de guanyar les eleccions. Laporta fou elegit president amb 27.138 vots (52,57%) i Bassat quedà en segon lloc amb 16.412 vots (31,80%).
El 2003 fou contractat per l'Al-Ahli SC de la lliga de Qatar, on va ser-hi dos anys. Va compartir torneig amb Gabriel Batistuta, Claudio Caniggia i Fernando Hierro. Va ser triat millor jugador de la lliga l'any del seu debut.
Després de l'aventura qatariana, va començar el curs d'entrenador a Espanya. Quan semblava que deixaria el futbol, i després de rebutjar les ofertes del Manchester City i el Wigan d'Anglaterra, el 20 de desembre de 2005 va fitxar pel Dorados de Sinaloa, on coincideix amb el seu amic Juan Manuel Lillo com a entrenador. Només jugà el Torneo Clausura 2006 del futbol mexicà, fins al mes de maig, i tornà tot seguit per enllestir el curs d'entrenador.

## Carrera com a entrenador

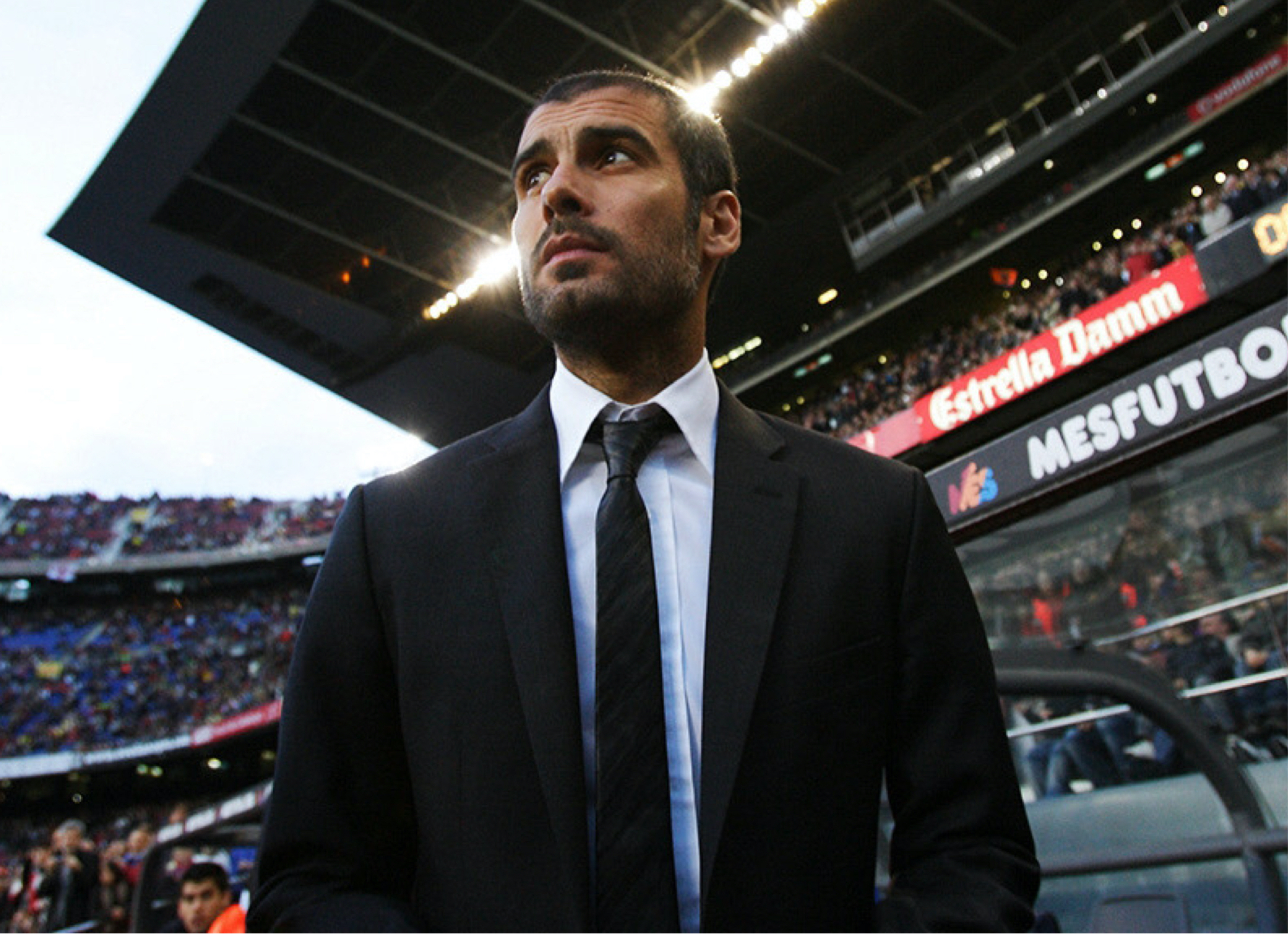
A la banqueta del Camp Nou.

### Barça B
El juny de 2007 va passar a ser el primer entrenador del Barça B, que havia baixat a Tercera Divisió la temporada anterior. Va ser el primer equip que va dirigir un cop es va treure el carnet d'entrenador. La temporada va ser un èxit i va aconseguir l'ascens del filial a Segona Divisió B. Aquesta temporada amb el Barça B va tenir un balanç espectacular: 24 victòries, set empats i només cinc derrotes, que li van donar 79 punts en 36 jornades. A més, fou el segon equip més golejador de la competició, amb una mitjana d'1,9 gols per matx. A finals d'aquella temporada, el dia 5 de juny de 2008, va signar amb el President del Barça, Joan Laporta, el contracte per fer el salt a entrenar el primer equip, en substitució de Frank Rijkaard.

### Primer equip del FC Barcelona
La següent temporada, Josep Guardiola es va fer càrrec de la banqueta del primer equip. Amb l'arribada de Guardiola es van establir unes normes bàsiques de treball i de comportament. A Guardiola li agradava mantenir-ho tot sota control i en això podria trobar-se-li un paral·lelisme amb Van Gaal, un dels seus predecessors.

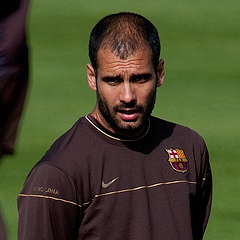
Pep Guardiola, el novembre de 2009.

Però les ganes de canviar la història blaugrana començaren amb una primera pàgina desoladora. Amb una derrota i un empat, l'equip de Guardiola va fer el debut de lliga més decebedor dels últims 15 anys. Però el balanç de la temporada va ser magnífic per a l'equip culer. Líder des de la novena jornada, el Barça va avançar a ritme de rècord, de punts, de gols i de victòries, incloent-hi una golejada al Madrid a l'Estadi Santiago Bernabéu, on el Barça li va marcar sis gols (2-6). El futbol del Barça aquella temporada es va considerar espectacular, i l'equip va aconseguir guanyar tots els títols a què optava: la Lliga, la Copa i la Lliga de Campions -el triplet-.
Guardiola entra en la història com el primer tècnic que guanya el triplet en la seva primera temporada a l'elit. Es convertia en el tercer entrenador més jove que guanyava el màxim títol europeu, i el primer que ho feia des que es va crear el nou format de la Lliga de Campions. A més, el de Santpedor entrà dins el club selecte d'haver guanyat la Copa d'Europa com a jugador i tècnic. Fins ara, només Miguel Muñoz, Giovanni Trapattoni, Johan Cruyff, Carlo Ancelotti i Frank Rijkaard havien assolit aquesta fita.
El Barça de Pep Guardiola culminà la temporada amb un 2-0 davant del Manchester United FC a la final de la Champions. Una temporada de somni, sens dubte la millor de la seva dilatada trajectòria, amb una plantilla i una proposta futbolística que ha merescut els elogis de tècnics, exjugadors i mitjans de tot el món. No en va, molts consideraren el joc desenvolupat pels blaugrana el "millor futbol de la història".

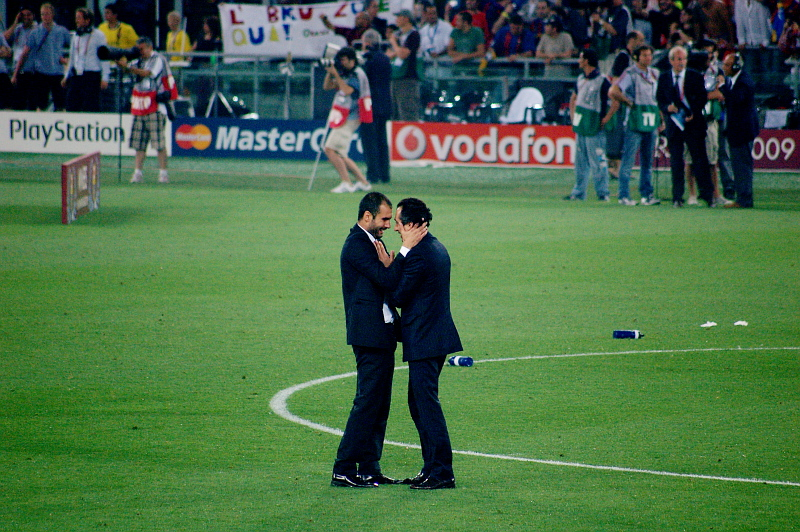
Guardiola i Estiarte celebren la victòria sobre el Manchester United FC a la final de la Champions de 2009 a Roma

Uns dies després del partit es va saber per què mentre el Manchester escalfava a la gespa de l'Olímpic de Roma, el FC Barcelona va desaparèixer abans d'hora. Pep Guardiola els va cridar al vestidor perquè els tenia una sorpresa preparada. Amb tota la plantilla asseguda, el tècnic de Santpedor va tancar els llums i els va projectar un vídeo de set minuts. Apareixien intercalades imatges de la pel·lícula Gladiator amb escenes dels seus homes en ple esforç i corresponents a partits de la Champions d'aquell any. Amb música de l'òpera Turandot, les imatges s'esquitxaven amb aturades de Valdés, gols d'Eto'o o amb imatges d'un Iniesta treballant durament en solitari per ser a Roma. Quan la cinta estava a punt d'acabar-se, Guardiola havia fet escriure Som el centre del camp, som la nostra precisió, som el nostre esforç, som atacants que defensem, som defensors que ataquen, som el reconeixement dels nostres rivals, som cada gol que fem, som els qui sempre busquem la porteria contrària. SOM UN!. En obrir-se els llums, hi havia jugadors del Barça que, plenament ficats ja en el partit, ploraven, altres cridaven, altres s'esperonaven els uns als altres. Guardiola havia motivat els seus homes sense badar boca.
El maig de 2009, Guardiola és nominat al premi Príncep d'Astúries dels Esports, però rebutja el guardó per no considerar-se'n mereixedor.
El 20 de gener de 2010 va ser renovat per un any més amb l'equip blaugrana, encara que el contracte no es va signar fins a l'1 de juliol amb el nou president.
La temporada 2010-2011 el FC Barcelona oficialitza la cessió del davanter suec Zlatan Ibrahimović a l'AC Milan amb una opció de compra per 24 milions d'euros. A canvi, el FC Barcelona fitxa el davanter asturià David Villa, comprat al València CF per 45 milions d'euros. Aquesta temporada el FC Barcelona guanya la Supercopa d'Espanya, Lliga i la quarta Lliga de Campions derrotant a les semifinals al Reial Madrid amb dos gols de Leo Messi al Bernabéu i de Pedro al Camp Nou.
El dia 28 de maig de 2011, el Barça torna 19 anys després a l'Estadi de Wembley de Londres, on va guanyar el 1992 la primera Copa d'Europa de la història del club. El Barça hi guanya la quarta Lliga de Campions davant del Manchester United, repetint així la final del 2009 Lliga de Campions, el resultat final va ser de 3 a 1 amb gols de Pedro, Leo Messi i David Villa i el gol de l'honor del Manchester United FC el va fer Wayne Rooney. Amb aquesta quarta Lliga de Campions, Josep Guardiola entra a la història del futbol com l'entrenador més jove en guanyar dues Champions.
La temporada 2010-2011 el FC Barcelona també aconsegueix a la Lliga de Futbol un marcador històric en guanyar el 28 de novembre del 2010 per 5 a 0 al Real Madrid de José Mourinho amb gols de Xavi, dos de David Villa, Pedro i Jeffrén.
El gener de 2012 va ser guardonat i reconegut amb el Premi al Millor entrenador del 2011 per la FIFA en demostrar una actitud gens confusa i uns resultats més que provats. El tècnic del F.C. Barcelona va celebrar aquest guardó i el va compartir amb el seu rival Jose Mourinho, tal com van explicar l'endemà de la cerimònia al programa de Catalunya Ràdio, Tot és molt confús.
El 27 d'abril del 2012, Guardiola anuncià que deixaria el Barça com a entrenador en acabar la temporada. Justificà la decisió dient que ho deixava per falta de motivació i cansament.
El 5 de maig del 2012 Guardiola va dirigir el seu últim partit al Camp Nou, guanyant per 4 gols a 0 contra l'Espanyol en un derbi sense transcendència, al final del qual va ser homenatjat.
Per tancar el seu cicle com a entrenador del Barça, el dia 25 de maig del 2012 va dirigir el seu últim partit, la final de la Copa del Rei 2011-12, amb un resultat de 0 a 3 contra l'Athletic Club de Bilbao a l'Estadi Vicente Calderón, convertint-se en el quart títol de la temporada. Durant el partit Guardiola va dedicar diverses abraçades a Tito Vilanova, el seu successor a la banqueta, que havia estat el seu ajudant durant tota la seva estada al Futbol Club Barcelona.

### Bayern de Múnic

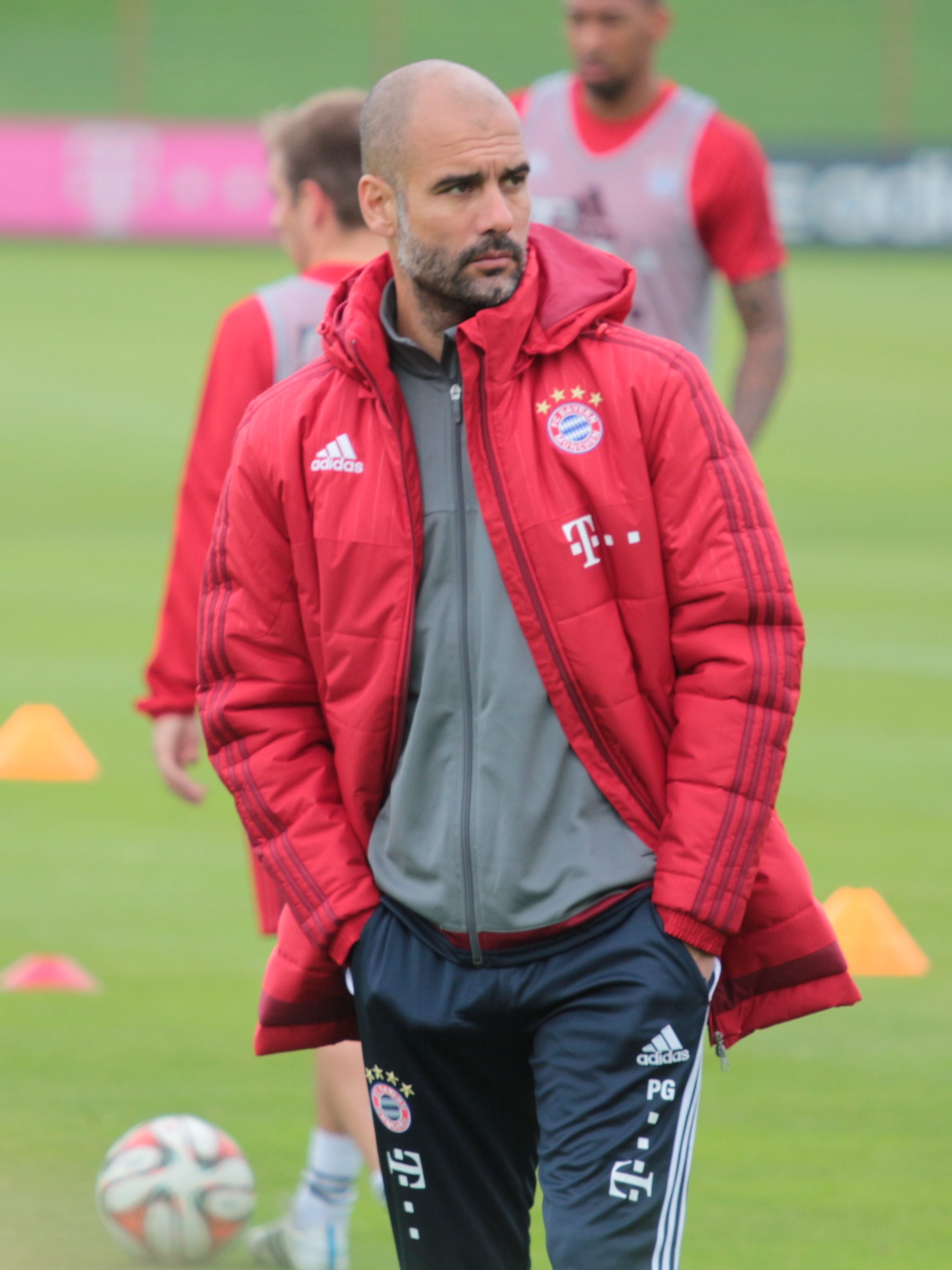
Guardiola entrenant al FC Bayern de Múnic el 2013

El 16 de gener de 2013, l'FC Bayern de Múnic va anunciar que Pep Guardiola substituiria el seu entrenador Jupp Heynckes la següent temporada i que signaria un contracte de tres anys. Es va incorporar a l'equip tècnic el juliol de 2013.
El 27 de juliol de 2013 el Bayern de Guardiola va perdre el primer títol oficial de la temporada, la Supercopa d'Alemanya, contra el Borussia Dortmund, per 4 a 2; el 30 d'agost, això no obstant, va aconseguir el seu primer títol com a entrenador del Bayern de Múnic en vèncer el Chelsea FC a la tanda de penals (després d'acabar el partit 2-2) la final de la Supercopa d'Europa.

### Manchester City
L'1 de febrer del 2016, el Manchester City va signar amb Guardiola un contracte de tres anys a partir de l'inici de la temporada 2016-17. Guardiola va portar diversos fitxatges importants a l'estiu, incloent-hi els migcampistes İlkay Gündoğan del Borussia Dortmund i Nolito del Celta de Vigo, l'extrem Leroy Sané del Schalke 04, i el defensa John Stones de l'Everton FC. També va substituir de forma polèmica al porter titular del City, Joe Hart, per Claudio Bravo, procedent del seu antic club, el Barça; després que Hart no impressionés a Guardiola durant la pretemporada, va ser cedit al Torino abans que finalitzés el període de traspassos i no tornaria a aparèixer pel club.
El Manchester City va perdre el primer partit de pretemporada de Guardiola per 1-0 davant el seu antic equip, el Bayern de Múnic. El 13 d'agost del 2016, Guardiola va aconseguir la victòria en el seu primer partit de la temporada de la Premier League, imposant-se per 2-1 al Sunderland. L'11 de setembre del 2016, Guardiola va guanyar el seu primer derbi de Manchester com a entrenador en una victòria per 2-1 a Old Trafford; aquesta va ser també la seva sisena victòria contra el seu entrenador "rival" José Mourinho. A finals de setembre de 2016, Guardiola havia guanyat tots els seus primers deu partits al capdavant del City i el seu equip estava al capdamunt de la taula de la Premier League, amb un avantatge de quatre punts sobre el segon classificat, el Tottenham Hotspur FC. Encara que després va patir la seva primera derrota com a entrenador del City en perdre per 2-0 davant el Tottenham, el seu equip seguia tenint un punt d'avantatge a la taula de la lliga abans de l'aturada de seleccions.

## Equips

### Com a futbolista
| Club                  | Campionat          | Any         |
| --------------------- | ------------------ | ----------- |
| Futbol Club Barcelona | Lliga espanyola    | 1990 - 2001 |
| Brescia Calcio        | Lliga italiana     | 2001 - 2002 |
| AS Roma               | Lliga italiana     | 2002 - 2003 |
| Brescia Calcio        | Lliga italiana     | 2003        |
| Al-Alhi SC            | Qatar Stars League | 2003 - 2005 |
| Dorados de Sinaloa    | Lliga MX           | 2006        |

### Com a entrenador
| Club               | Campionat       | Any       |
| ------------------ | --------------- | --------- |
| FC Barcelona B     | Lliga espanyola | 2007-2008 |
| FC Barcelona       | Lliga espanyola | 2008-2012 |
| FC Bayern München  | Lliga alemanya  | 2013-2016 |
| Manchester City FC | Premier League  | 2016-     |

## Estadístiques

### Com a jugador

#### Clubs
| F.C.Barcelona |                |     |    |    |    |    |    |    |     |     |    |
| 1990-91 | 4              | 0   | 1  | 0  | 0  | 0  | 0  | 0  | 5   | 0   |    |
| 1991-92 | 26             | 0   | 3  | 0  | 11 | 0  | 2  | 0  | 42  | 0   |    |
| 1992-93 | 28             | 0   | 5  | 1  | 4  | 0  | 4  | 0  | 41  | 1   |    |
| 1993-94 | 34             | 0   | 5  | 0  | 6  | 0  | 2  | 0  | 47  | 0   |    |
| 1994-95 | 24             | 2   | 4  | 0  | 6  | 0  | 2  | 0  | 36  | 2   |    |
| 1995-96 | 31             | 1   | 7  | 0  | 7  | 1  | 0  | 0  | 45  | 2   |    |
| 1996-97 | 38             | 0   | 8  | 0  | 7  | 1  | 2  | 0  | 55  | 1   |    |
| 1997-98 | 6              | 0   | 3  | 0  | 3  | 0  | 2  | 0  | 14  | 0   |    |
| 1998-99 | 22             | 1   | 3  | 0  | 1  | 0  | 0  | 0  | 26  | 1   |    |
| 1999-00 | 25             | 0   | 0  | 0  | 12 | 1  | 2  | 0  | 39  | 1   |    |
| 2000-01 | 24             | 2   | 4  | 3  | 7  | 0  | 0  | 0  | 35  | 5   |    |
| Total | 262            | 6   | 43 | 4  | 64 | 3  | 16 | 0  | 385 | 13  |    |
| Brescia Calcio Itàlia |                |     |    |    |    |    |    |    |     |     |    |
| 2001-02 | 11             | 2   | 2  | 0  | 0  | 0  | 0  | 0  | 13  | 2   |    |
| 2003 | 13             | 1   | 3  | 1  | 0  | 0  | 0  | 0  | 16  | 2   |    |
| Total | 24             | 3   | 5  | 1  | 0  | 0  | 0  | 0  | 29  | 4   |    |
| A.S. Roma Itàlia |                |     |    |    |    |    |    |    |     |     |    |
| 2002 | 4              | 0   | 3  | 1  | 1  | 0  | 0  | 0  | 8   | 1   |    |
| Total | 4              | 0   | 3  | 1  | 1  | 0  | 0  | 0  | 8   | 1   |    |
| Total a Itàlia | Total a Itàlia | 28  | 3  | 8  | 2  | 1  | 0  | 0  | 0   | 37  | 5  |
| Al-Ahli Doha Qatar |                |     |    |    |    |    |    |    |     |     |    |
| 2003-04 | 18             | 2   | 0  | 0  | 0  | 0  | 0  | 0  | 18  | 2   |    |
| 2004-05 | 18             | 5   | 0  | 0  | 0  | 0  | 0  | 0  | 18  | 5   |    |
| Total | 36             | 7   | 0  | 0  | 0  | 0  | 0  | 0  | 36  | 7   |    |
| Dorados de Sinaloa Mèxic |                |     |    |    |    |    |    |    |     |     |    |
| 2006 | 10             | 1   | 0  | 0  | 0  | 0  | 0  | 0  | 10  | 1   |    |
| Total | 10             | 1   | 0  | 0  | 0  | 0  | 0  | 0  | 10  | 1   |    |
| Total carrera | Total carrera  | 336 | 17 | 51 | 6  | 65 | 3  | 16 | 0   | 468 | 26 |
| 1 - Inclou UEFA Champions League, Recopa d'Europa i Copa de la UEFA 2 - Inclou Supercopa d'Espanya, Supercopa d'Europa i Copa Intercontinental |                |     |    |    |    |    |    |    |     |     |    |

#### Selecció espanyola
| Any   | Amistós | Amistós | Classificació | Classificació | Mundial | Mundial | Eurocopa | Eurocopa | Total | Total | Mitjana golejadora |
| Any   | Part.   | Gols    | Part.         | Gols          | Part.   | Gols    | Part.    | Gols     | Part. | Gols  | Mitjana golejadora |
| ----- | ------- | ------- | ------------- | ------------- | ------- | ------- | -------- | -------- | ----- | ----- | ------------------ |
| 1992  | 0       | 0       | 2             | 1             | -       | -       | -        | -        | 2     | 1     | 0.50               |
| 1993  | 1       | 0       | 4             | 0             | -       | -       | -        | -        | 5     | 0     | 0.00               |
| 1994  | 4       | 0       | 1             | 0             | 2       | 1       | -        | -        | 7     | 1     | 0.14               |
| 1995  | 0       | 0       | -             | -             | -       | -       | -        | -        | 0     | 0     | 0.00               |
| 1996  | 0       | 0       | 5             | 1             | -       | -       | -        | -        | 5     | 1     | 0.02               |
| 1997  | 0       | 0       | 4             | 1             | -       | -       | -        | -        | 4     | 1     | 0.25               |
| 1998  | 0       | 0       | -             | -             | -       | -       | -        | -        | 0     | 0     | 0.00               |
| 1999  | 3       | 0       | 6             | 0             | -       | -       | -        | -        | 9     | 0     | 0.00               |
| 2000  | 4       | 1       | -             | -             | -       | -       | 4        | 0        | 8     | 1     | 0.12               |
| 2001  | 4       | 0       | 3             | 0             | -       | -       | -        | -        | 7     | 0     | 0.00               |
| Total | 16      | 1       | 25            | 3             | 2       | 1       | 4        | 0        | 47    | 5     | 0.10               |

### Com a entrenador
| Club | Temporada              | Categoria              | Torneig de Lliga | Torneig de Lliga | Torneig de Lliga | Torneig de Lliga | Torneig de Lliga |     | Torneig de Copa | Torneig de Copa | Torneig de Copa | Torneig de Copa |     | Champions League | Champions League | Champions League | Champions League | Champions League |    | Altres Competicions* | Altres Competicions* | Altres Competicions* | Altres Competicions* |     | Totals      | Totals | Totals | Totals | Totals | Totals | Totals | Totals |
| Club | Temporada              | Categoria              | PJ               | PG               | PE               | PP               | Pos.             | PJ  | PG              | PE              | PP              | PJ              | PG  | PE               | PP               | Pos.             | PJ               | PG               | PE | PP                   | PJ                   | PG                   | PE                   | PP  | % Victòries | GF     | GC     | Dif.   |        |        |        |        |
| --- | ---------------------- | ---------------------- | ---------------- | ---------------- | ---------------- | ---------------- | ---------------- | --- | --------------- | --------------- | --------------- | --------------- | --- | ---------------- | ---------------- | ---------------- | ---------------- | ---------------- | -- | -------------------- | -------------------- | -------------------- | -------------------- | --- | ----------- | ------ | ------ | ------ | ------ | ------ | ------ | ------ |
| FC Barcelona B | 2007/08                | Tercera Divisió        | 38               | 25               | 8                | 5                | 1r.              | -   | -               | -               | -               | -               | -   | -                | -                | -                | 4                | 3                | 1  | 0                    | 42                   | 28                   | 9                    | 5   | 73.81%      | 79     | 41     | +38    |        |        |        |        |
| FC Barcelona B | Total F.C. Barcelona B | Total F.C. Barcelona B | 38               | 25               | 8                | 5                | -                | -   | -               | -               | -               | -               | -   | -                | -                | -                | 4                | 3                | 1  | 0                    | 42                   | 28                   | 9                    | 5   | 73.81%      | 79     | 41     | +38    |        |        |        |        |
| F.C.Barcelona | 2008/09                | Primera Divisió        | 38               | 27               | 6                | 5                | 1r.              | 9   | 7               | 2               | 0               | 15              | 8   | 5                | 2                | 1r.              | -                | -                | -  | -                    | 62                   | 42                   | 13                   | 7   | 74.73%      | 158    | 55     | +103   |        |        |        |        |
| F.C.Barcelona | 2009/10                | Primera Divisió        | 38               | 31               | 6                | 1                | 1r.              | 4   | 3               | 0               | 1               | 12              | 6   | 4                | 2                | 1/2              | 5                | 5                | 0  | 0                    | 59                   | 45                   | 10                   | 4   | 81.92%      | 138    | 39     | +99    |        |        |        |        |
| F.C.Barcelona | 2010/11                | Primera Divisió        | 38               | 30               | 6                | 2                | 1r.              | 9   | 5               | 2               | 2               | 13              | 9   | 3                | 1                | 1r.              | 2                | 1                | 0  | 1                    | 62                   | 45                   | 11                   | 6   | 78.49%      | 152    | 39     | +113   |        |        |        |        |
| F.C.Barcelona | 2011/12                | Primera Divisió        | 38               | 28               | 7                | 3                | 2n.              | 9   | 7               | 2               | 0               | 12              | 8   | 3                | 1                | 1/2              | 5                | 4                | 1  | 0                    | 64                   | 47                   | 13                   | 4   | 80.21%      | 190    | 48     | +142   |        |        |        |        |
| F.C.Barcelona | Total F.C. Barcelona   | Total F.C. Barcelona   | 152              | 116              | 25               | 11               | -                | 31  | 22              | 6               | 3               | 52              | 31  | 15               | 6                | -                | 12               | 10               | 1  | 1                    | 247                  | 179                  | 47                   | 21  | 78.81%      | 638    | 181    | +457   |        |        |        |        |
| Bayern Múnic | 2013/14                | Bundesliga             | 34               | 29               | 3                | 2                | 1r.              | 6   | 6               | 0               | 0               | 12              | 7   | 2                | 3                | 1/2              | 4                | 2                | 1  | 1                    | 56                   | 44                   | 6                    | 6   | 82.14%      | 124    | 26     | +98    |        |        |        |        |
| Bayern Múnic | 2014/15                | Bundesliga             | 34               | 25               | 4                | 5                | 1r.              | 5   | 3               | 2               | 0               | 12              | 8   | 1                | 3                | 1/2              | 1                | 0                | 0  | 1                    | 52                   | 36                   | 7                    | 9   | 73.72%      | 123    | 36     | +87    |        |        |        |        |
| Bayern Múnic | 2015/16                | Bundesliga             | 34               | 28               | 4                | 2                | 1r.              | 6   | 5               | 1               | 0               | 12              | 8   | 2                | 2                | 1/2              | 1                | 0                | 1  | 0                    | 53                   | 41                   | 8                    | 4   | 82.39%      | 123    | 31     | +92    |        |        |        |        |
| Bayern Múnic | Total Bayern de Múnic  | Total Bayern de Múnic  | 102              | 82               | 11               | 9                | -                | 17  | 14              | 3               | 0               | 36              | 23  | 5                | 8                | -                | 6                | 2                | 2  | 2                    | 161                  | 121                  | 21                   | 19  | 79.51%      | 370    | 93     | +277   |        |        |        |        |
| Manchester City | 2016/17                | Premier League         | 38               | 23               | 9                | 6                | 3r.              | 8   | 5               | 1               | 2               | 10              | 5   | 3                | 2                | 1/8              | -                | -                | -  | -                    | 56                   | 33                   | 13                   | 10  | 66.67%      | 122    | 60     | +62    |        |        |        |        |
| Manchester City | 2017/18                | Premier League         | 38               | 32               | 4                | 2                | 1r.              | 9   | 6               | 2               | 1               | 10              | 6   | 0                | 4                | 1/4              | -                | -                | -  | -                    | 57                   | 44                   | 6                    | 7   | 80.7%       | 143    | 46     | +97    |        |        |        |        |
| Manchester City | 2018/19                | Premier League         | 38               | 32               | 2                | 4                | 1r.              | 12  | 10              | 2               | 0               | 10              | 7   | 1                | 2                | 1/4              | 1                | 1                | 0  | 0                    | 61                   | 50                   | 5                    | 6   | 80.7%       | 187    | 39     | +148   |        |        |        |        |
| Manchester City | 2019/20                | Premier League         | 38               | 26               | 3                | 9                | 2n.              | 11  | 9               | 0               | 2               | 9               | 6   | 2                | 1                | 1/4              | 1                | 0                | 1  | 0                    | 59                   | 41                   | 6                    | 12  | 74.14%      | 148    | 50     | +98    |        |        |        |        |
| Manchester City | 2020/21                | Premier League         | 38               | 27               | 5                | 6                | 1r.              | 10  | 9               | 0               | 1               | 13              | 11  | 1                | 1                | 2n.              | -                | -                | -  | -                    | 61                   | 47                   | 6                    | 8   | 80.33%      | 131    | 42     | +89    |        |        |        |        |
| Manchester City | 2021/22                | Premier League         | 38               | 29               | 6                | 3                | 1r.              | 7   | 5               | 1               | 1               | 12              | 7   | 2                | 3                | 1/2              | 1                | 0                | 0  | 1                    | 58                   | 41                   | 9                    | 8   | 75.86%      | 150    | 50     | +100   |        |        |        |        |
| Manchester City | 2022/23                | Premier League         | 38               | 28               | 5                | 5                | 1r.              | 9   | 8               | 0               | 1               | 13              | 8   | 5                | 0                | 1r.              | 1                | 0                | 0  | 1                    | 61                   | 44                   | 10                   | 7   | 77.59%      | 151    | 46     | +105   |        |        |        |        |
| Manchester City | 2023/24                | Premier League         | 12               | 9                | 1                | 2                | 1r.              | 1   | 0               | 0               | 1               | 4               | 4   | 0                | 0                | -                | 2                | 0                | 2  | 0                    | 19                   | 13                   | 3                    | 3   | 73.68%      | 46     | 18     | +28    |        |        |        |        |
| Manchester City | Total Manchester City  | Total Manchester City  | 278              | 206              | 35               | 37               | -                | 67  | 52              | 6               | 9               | 81              | 54  | 14               | 13               | -                | 6                | 1                | 3  | 2                    | 432                  | 313                  | 58                   | 61  | 76.93%      | 1061   | 354    | +707   |        |        |        |        |
| Total carrera | Total carrera          | Total carrera          | 570              | 429              | 79               | 62               | -                | 115 | 88              | 15              | 12              | 169             | 108 | 34               | 27               | -                | 28               | 16               | 7  | 5                    | 882                  | 641                  | 135                  | 106 | 77.78%      | 2174   | 687    | +1487  |        |        |        |        |
| P = Partits; G = Guanyars; E = Empatats; D = Derrotes; Pos = Posició; GF = Gols Ficats; GC = Goles Rebuts; DG = Diferència de gols (*) Inclou Supercopa d'Espanya, Supercopa d'Alemanya, Supercopa d'Europa i Campionat Mundial de Clubs de la FIFA Actualitzat el 20 de març de 2022. |                        |                        |                  |                  |                  |                  |                  |     |                 |                 |                 |                 |     |                  |                  |                  |                  |                  |    |                      |                      |                      |                      |     |             |        |        |        |        |        |        |        |

## Palmarès

### Com a jugador (16)

#### Futbol Club Barcelona (16)
- 1 Copa d'Europa (1991-92)
- 1 Recopa d'Europa (1996-97)
- 2 Supercopes d'Europa (1992, 1997)
- 2 Copes del Rei (1996-1997, 1997-1998)
- 4 Supercopes d'Espanya (1991, 1992, 1994, 1996)
- 6 Lligues espanyoles (1990-91, 1991-92, 1992-93, 1993-94, 1997-98, 1998-99)

### Com a entrenador (39)

#### Futbol Club Barcelona (14)
- 2 Campionats del Món de Clubs (2009, 2011)[44]
- 2 Supercopes d'Europa (2009,[45] 2011)[46]
- 2 Copes del Rei de futbol (2008-09, 2011-12)
- 2 Lligues de Campions d'Europa (2008-09, 2010-11)
- 3 Supercopes d'Espanya (2009, 2010, 2011)
- 3 Lligues Espanyoles (2008-09, 2009-10, 2010-11)

#### Fußball-Club Bayern München (7)
- 1 Supercopa d'Europa (2013)[47][48]
- 1 Campionat del Món de Clubs (2013)[49]
- 2 Copes d'Alemanya (2014, 2016)
- 3 Bundesliga (2013-14, 2014-15, 2015-16)[50]

#### Manchester City FC (18)
- 1 Campionat del Món de Clubs (2023)
- 1 Lliga de Campions d'Europa (2022-23)
- 1 Supercopa d'Europa (2023)
- 2 Copes angleses (2018-19, 2022-23)
- 6 Premier League (2017-18, 2018-19, 2020-21, 2021-22, 2022-23, 2023-24)
- 3 Community Shield (2018, 2019, 2024)
- 4 Copes de la Lliga anglesa (2017-18, 2018-19, 2019-20, 2020-21)

### Personal
- Trofeu Bravo de 1992, atorgat per la revista italiana Guerin Sportivo al millor jugador europeu menor de 21 anys.
- Inclòs a l'equip UEFA All-Star de l'Eurocopa 2000
- 2 Trofeus Miguel Muñoz al millor entrenador de la Lliga espanyola de futbol de primera divisió (2008-2009[51] i 2009-2010)
- 2 Premis World Soccer al millor entrenador de l'any 2009 i 2011.
- 2 Premis IFFHS al millor entrenador del món (2009, 2011).
- 2 Onze d'Or al millor entrenador d'Europa (2009 i 2011)
- 2 Inclòs a l'Equip Ideal de l'any de la Lliga de Campions de la UEFA (2009 i 2011)
- 2 Millor Entrenador per la IFFHS (2009 i 2011)
- 2 Premis Don Balon al millor entrenador (2009 i 2010)
- 2 Premis LFP al millor entrenador de la temporada (2008-2009 i 2010-2011)
- 1 Premi Català de l'Any (2009)
- 1 Entrenador europeu de la temporada (associació de futbol) (2009)
- Fill Predilecte de Santpedor (2009)
- Medalla d'Or del Reial Orde del Mèrit Esportiu (2010)
- Medalla d'Honor del Parlament de Catalunya (2011)
- 1 Millor Entrenador Masculí del Món per la FIFA (2011)
- 2 Entrenador de l'any de la Premier League (2018, 2019)[52]
- 1 Premi al millor entrenador masculí d'Europa de la UEFA (2023)[53]
- Doctor Honoris Causa per la Universitat de Manchester (2025)[5]

## Vida personal
Pep Guardiola està casat amb Cristina Serra Selvas, amb qui té 3 fills (Màrius, Maria i Valentina).